# Lliura irlandesa
La lliura irlandesa (en gaèlic punt na hÉireann; en anglès Irish pound) va ser la unitat monetària oficial d'Irlanda fins a la introducció de l'euro el primer de gener del 1999, i fou retirada definitivament de la circulació el 28 de febrer del 2002. La taxa de canvi era de 0,787564 lliures per cada euro.
La lliura irlandesa, emesa per primer cop com a moneda independent el 1928 en substitució de la lliura esterlina, va mantenir la paritat amb la moneda britànica fins al 1979. De lliures irlandeses més o menys diferenciades de les britàniques, però, ja n'hi havia hagut des de 1460 fins a 1826. Era emesa i controlada pel Banc Central d'Irlanda (Banc Ceannais na hÉireann / Central Bank of Ireland).
Es dividia en 100 penics (en gaèlic pinginí, singular pingin; en anglès pence, singular penny); abans de la decimalització, esdevinguda el 1971, la lliura se subdividia en xílings i penics. El codi ISO 4217 de la lliura irlandesa era IEP. El seu símbol era £, o bé IR£ per distingir-la de la lliura esterlina i d'altres tipus de lliures.
A l'època del canvi a l'euro, el 2002, en circulaven monedes d'1, 2, 5, 10, 20 i 50 penics i d'1 lliura, i bitllets de 5, 10, 20, 50 i 100 lliures.